# Ernst Blum (Politiker)
Ernst Blum (* 12. März 1957 in Fußach) ist ein österreichischer Politiker (FPÖ). Blum war von 1993 bis 2020 Bürgermeister der Gemeinde Fußach und von 2009 bis 2014 Abgeordneter zum Vorarlberger Landtag.

## Ausbildung und Privatleben
Ernst Blum wurde am 12. März 1957 in Fußach als Sohn des Malermeisters Albert Blum und seiner Frau Hilde geboren. Er besuchte von 1962 bis 1966 die Volksschule in Fußach und von 1966 bis 1970 die Hauptschule in der Nachbargemeinde Hard, ehe er für zwei Jahre Schüler an der Handelsschule Bregenz wurde. Anschließend absolvierte Ernst Blum eine Lehre als Maler im elterlichen Betrieb und legte die Gesellenprüfung als Maler ab. Ab 1980 besuchte Blum die Meisterschule in Baden und legte in der Folge 1982 die Meisterprüfung zum Malermeister ab.
Bis 1983 arbeitete Blum als Lehrling, Geselle und schließlich Meister im elterlichen Malerbetrieb. Im Jahr 1983 wurde er Geschäftsführer der Firma Farben Morscher in Dornbirn und Lustenau, was er bis zum Jahr 1991 blieb. 1991 erfolgte ein Berufswechsel und Blum wurde Einkaufsleiter beim Unternehmen Ärztebedarf Scherer in Höchst. Ab 1993 war Ernst Blum hauptberuflich als Bürgermeister der Gemeinde Fußach tätig.
Ernst Blum ist seit dem 26. November 1982 mit Maria Luise (geb. Lechner) verheiratet und hat mit dieser eine Tochter. Er wohnt mit seiner Familie in Fußach.

## Politischer Werdegang
Erstmals politisch tätig wurde Ernst Blum im Jahr 1990, als er der Freien Wählergemeinschaft Fußach beitrat und für diese erstmals in die Gemeindevertretung von Fußach gewählt wurde. Von 1992 bis 1993 war er in der Folge Mitglied des Gemeinderats. 1993 wurde Ernst Blum Fraktionsvorsitzender der Freien Wählergemeinschaft und Bürgermeister der Gemeinde Fußach. Zum Bürgermeister wurde er im April 1993 durch die Gemeindevertretung gewählt und löste damit Altbürgermeister August Grabher im Amt ab. Im Jahr 2000 trat Blum der Freiheitlichen Partei Österreichs bei und wurde im selben Jahr deren Bezirksobmann-Stellvertreter im Bezirk Bregenz sowie Mitglied der Bezirksparteileitung. Am 11. Oktober 2002 wurde er außerdem Mitglied des Landesparteivorstands der FPÖ Vorarlberg und im Jahr 2005 Mitglied der Landesparteileitung.
Bei der Landtagswahl 2009 wurde Ernst Blum als Abgeordneter in den Vorarlberger Landtag gewählt und dort am 14. Oktober 2009 angelobt. In der 29. Legislaturperiode des Landtags war Blum in der Folge Bereichssprecher des FPÖ-Landtagsklubs für Kommunales, Soziales und Pflege. Bei der Landtagswahl 2014 konnte Ernst Blum kein Landtagsmandat mehr erreichen und schied deshalb mit Angelobung des neuen Landtags am 15. Oktober 2014 aus diesem aus.
Zur Gemeindevertretungs- und Bürgermeisterwahl im Herbst 2020 trat Blum nicht mehr als Bürgermeisterkandidat der Fußacher FPÖ an. Im Sommer 2020 erstattete er Anzeige gegen drei Gemeindemitarbeiter. Eine Prüfung des Vorarlberger Landesrechnungshofs attestierte einen desaströsen Zustand der Gemeindeverwaltung unter Ernst Blum. Im Bericht des Rechnungshofes wurde unter anderem auf fehlende interne Kontrollmechanismen, schwerwiegende Defizite im Personalwesen, eine mangelhafte Buchführung und auf den verantwortungslosen und rechtswidrigen Umgang mit den Gemeindefinanzen durch ihn und seinen Finanzleiter hingewiesen. Bei der folgenden Wahl verlor seine Partei die über viele Amtsperioden verteidigte absolute Mehrheit. Sein Nachfolger Peter Böhler wurde als politischer Quereinsteiger mit der parteifreien Liste Zukunft Fussach zum Bürgermeister gewählt.
Im Mai 2024 wurde die strafrechtliche Hauptverhandlung gegen Ernst Blum und den ehemaligen Leiter der Finanzabteilung der Gemeinde Fußach wegen des Verdachts der Untreue und des Mißbrauchs der Amtsgewalt am Landesgericht Feldkirch eröffnet.